# Last Christmas
"Last Christmas" er en sang med den engelske popduo Wham! udsendt i 1984 på Epic Records. Sangen blev udsendt på en single med to A-sider med "Everything She Wants" på den anden side. Den er skrevet af George Michael, som også producerede indspilningen. Sangen blev et stort hit og er indspillet i mange kopiversioner siden.
I 1984 havde Wham! allerede haft to hits, der havde nået førstepladsen i Storbritannien, og de planlagde så at udsende en julesingle. Kampen om førstepladsen til jul det år så derfor ud til at skulle stå mellem denne sang og en af tidens andre store navne, Frankie Goes to Hollywood, der i begyndelsen af december havde nået førstepladsen med "The Power of Love". Imidlertid tog Bob Geldof og Midge Ure initiativ til Band Aid og indspilningen af "Do They Know It's Christmas?", som løb med den prestigefyldte juleførsteplads, mens "Last Christmas" var nummer to.

## Hitlister og certifikationer
| Hitliste (1984–2018)                             | Højeste placering |
| ------------------------------------------------ | ----------------- |
| Australien (Kent Music Report)                   | 3                 |
| Belgien (Ultratop 50 Flanderen)                  | 2                 |
| Canada (Canadian Hot 100)                        | 15                |
| Danmark (Tracklisten)                            | 1                 |
| Finland (Suomen virallinen lista)                | 3                 |
| Frankrig (SNEP)                                  | 8                 |
| Grækenland                                       | 3                 |
| Holland                                          | 2                 |
| Holland (Single Top 100)                         | 4                 |
| Island (RÚV)                                     | 1                 |
| Irish Singles Chart                              | 2                 |
| Italien (FIMI)                                   | 9                 |
| Italien (Hitparade Italia)                       | 2                 |
| Japan (Japan Hot 100)                            | 13                |
| Japan (Oricon International Chart)               | 1                 |
| Japan (Oricon Singles Chart)                     | 12                |
| New Zealand (RIANZ)                              | 14                |
| Norge (VG-lista)                                 | 2                 |
| Polen (Polish Airplay Top 100)                   | 8                 |
| Polen (Dance Top 50)                             | 42                |
| Portugal (AFP)                                   | 22                |
| Schweiz (Schweizer Hitparade)                    | 4                 |
| Slovakiet (Singles Digitál Top 100)              | 2                 |
| Slovenien (SloTop50)                             | 1                 |
| Spanien (PROMUSICAE)                             | 5                 |
| Storbritannien Singles (Official Charts Company) | 2                 |
| Sverige (Sverigetopplistan)                      | 1                 |
| Sydkorea International Chart (Gaon)              | 5                 |
| Tyskland (Official German Charts)                | 4                 |
| Ungarn (Mahasz)                                  | 2                 |
| USA Billboard Hot 100                            | 27                |
| USA Adult Contemporary (Billboard)               | 22                |
| USA Adult Top 40 (Billboard)                     | 40                |
| USA Holiday 100 (Billboard)                      | 5                 |
| Østrig (Ö3 Austria Top 40)                       | 4                 |

| Hitliste                        | Placering |
| ------------------------------- | --------- |
| Østrig (Ö3 Austria Top 40)      | 7         |
| Tyskland (Media Control Charts) | 1         |

| Land | Certificering | Salg      |
| --- | ------------- | --------- |
| Australia (ARIA) | 2× Platin     | 140.000^  |
| Danmark (IFPI Danmark) | 2× Platin     | 20.000^   |
| Tyskland (BVMI) | Platin        | 500.000^  |
| Grækenland (IFPI Grækenland) | Guld          | 10.000^   |
| Italien (FIMI) | Platin        | 30.000*   |
| Japan (RIAJ) |               | 655.000   |
| New Zealand (RMNZ) | Guld          | 7.500*    |
| Spanien (PROMUSICAE) | Guld          | 10.000^   |
| Storbritannien (BPI) | Platin        | 2,000,000 |
| USA (RIAA) |               | 751.000   |
| *Salgstal baseret på certificering alene. ^Forsendelsestal baseret på certificering alene. xUspecificerede tal baseret på certificering alene. |               |           |